# 科罗拉多游侠
科罗拉多游侠（英語：Colorado Ranger）是美国科罗拉多高地平原的一种马种。这一马种是1800年代末从土耳其进口到弗吉尼亚州两匹种马的后代。然后这两匹种马，帕奇斯1号（Patches #1）和麦克斯2号（Max #2）繁殖了內布拉斯加州和科羅拉多州牧场的马。科罗拉多游侠得到了牧场主迈克·鲁比（Mike Ruby）的倡导，他于1935年创立了科罗拉多游侠马协会。